# Mikola család
A szamosfalvi báró Mikola család a Gyerőffy, Kemény, Kabos, Radó családokkal egy törzsből sarjadt, egykori nemesi család. Már 1280-ban említik Mikola Tamást ispánként, valamint  Mikola Feliciánt, aki IV. László király tanácsosa és kancellárja volt.

## A család nevezetesebb tagjai
- Mikola László (I.), Izabella királyné alatt Erdély alvajdája.
- Fia, Mikola Ferenc (II.), az erdélyi fejedelmi tanács tagja.
- Unokája, Mikola Ferenc (III.), akit Miksa király 1571-ben bárói rangra emelt.
- Mikola János (II.), Mikola Ferenc (III.) fia belső titkos tanácsos, kolozsi főispán, az erdélyi rendek elnöke, Bethlen Gábor távollétében erdélyi helytartó.
- Mikola Zsigmond, részt vett I. Rákóczi György lengyel hadjáratában és majdnem 6 évig tatár fogságban szenvedett. I. Apafi Mihály fejedelem titkos tanácsosa és kolozsi főispán volt. 1679. augusztus 10-én halt meg.
- Mikola László (II.), Kollonich Lipót püspök pártfogása következtében 1697-ben a bécsi erdélyi kancellárián nyert alkalmazást, majd királyi táblai ülnök lett. II. Rákóczi Ferenc szabadságharcának az ellensége volt, vallásossága vakbuzgósággá fajult. 1730-ban Münchenben kiadta a Mikola család genealógiáját. 1742. április 16-án történt halálával a család kihalt.

## Külső hivatkozások
- A Pallas nagy lexikona